# Georgia Benkart
Georgia Benkart   (Youngstown, 30 de desembre de 1947 - Madison, 29 d'abril de 2022) va ser una matemàtica estatunidenca coneguda pel seu treball sobre l'estructura i la teoria de la representació de les àlgebres de Lie i les estructures algebraiques relacionades. Ha publicat més de 100 articles de revistes i és coautora de tres memòries de la American Mathematical Society, en quatre categories principals: àlgebres de Lie modulars; combinatòria de representacions d'àlgebres de Lie, àlgebres graduades i superàlgebres; així com grups quàntics i estructures relacionades. Benkart va dirigir les tesis de 22 estudiants de doctorat.

## Formació i carrera
Benkart va rebre el seu grau universitari en ciències a la Universitat Estatal d'Ohio el 1970 i un màster en matemàtiques a la Universitat Yale el 1973. Va completar el seu treball doctoral a Yale sota la supervisió de Nathan Jacobson i va escriure una tesi titulada Inner Ideals and the Structure of Lie Algebras. Es va doctorar en matemàtiques a la Universitat Yale el 1974.
Després de completar el seu doctorat, Benkart va començar la seva llarga carrera a la Universitat de Wisconsin, primer com a instructora MacDuffee i finalment "EB Van Vleck" professora de matemàtiques, fins que es va retirar de l'ensenyament el 2006. Ha estat professora visitant a l’Institut de Recerca en Ciències Matemàtiques de Berkeley, Califòrnia, a l'Institut d'Estudis Avançats de Princeton, Nova Jersey, al Centre de Física d'Aspen i a la Universitat de Virgínia.

## Recerca
Benkart va fer una contribució a la classificació d'àlgebres de Lie modulars simples. El seu treball amb JM Osborn en àlgebres toroidals de Lie de primer rang es va convertir en un dels blocs de construcció de la classificació. La descripció completa de les àlgebres hamiltonianes de Lie (amb Gregory, Osborn, Strade, Wilson) és per si sola, i també té aplicacions en la teoria de grups pro-p.
El 2009, va publicar, conjuntament amb T. Gregory i A. Premet, la primera demostració completa del teorema de reconeixement d'àlgebres de Lie graduades en característiques més grans o iguals a 5.
A principis de la dècada de 1990, Benkart i Iefim Zélmanov van començar a treballar en la classificació d'àlgebres de Lie d'arrel graduada i àlgebres de matriu d'intersecció. Aquests últims van ser introduïts per P. Slodowy en el seu treball sobre les singularitats. Berman i Moody van reconèixer que aquestes àlgebres (generalitzacions d'àlgebres afins de Kac-Moody) són àlgebres de Lie d'arrels graduades universals i les van classificar com a sistemes d'arrels simples entrellaçats. Benkart i Zélmanov aborden els altres casos que involucren l'anomenat "quadrat" màgic de Freudenthal-Tits i van ampliar aquest quadrat a superàlgebres de Lie excepcionals.
Més tard Benkart va ampliar aquests resultats en dues direccions. En una sèrie d'articles amb A. Elduque va desenvolupar la teoria de les superàlgebres de Lie d'arrel graduada. En una segona sèrie d'obres de B. Allison, A. Pianzola, E. Neher, et al. va determinar la cobertura universal central d'aquestes àlgebres.
Un dels pilars de la teoria de la representació dels grups quàntics (i les seves aplicacions a la combinatòria) és la teoria de Crystal Base de Kashiwara. Aquestes són bases altament invariants que són molt adequades per a descomposicions de productes tensorials. En un article amb S.-J. Kang i M. Kashiwara, Benkart va estendre la teoria de la base del cristall a les superàlgebres quàntiques.
El treball de Benkart sobre àlgebres no commutatives, relacionats amb la combinatòria algebraica s'han convertit en una eina bàsica en la construcció de categories tensorials.

## Premis i reconeixements
Benkart va rebre una beca Woodrow Wilson atorgada per la Fundació Woodrow Wilson. El seu treball a Wisconsin va ser reconegut amb una beca Romnes el 1985, un Teaching Distinction Award el 1987 i un premi Ward Mid-Career Faculty Research el 1996. El 2008 es va celebrar el Congrés de Lie Groups and Lie Algebras de la Universitat de Califòrnia en honor a Benkart. Va impartir nombroses conferències als Estats Units, Canadà, França, Alemanya, Hong Kong, Corea, Mèxic i Espanya, incloses dues conferències convidades a les Joint Mathematics Meetings i una conferència plenària en una reunió de la Canadian Mathematical Society.
El 2000-2002 Benkart va ser nomenada professor de Polya per la Mathematical Association of America. Va ser escollida membre de l'American Mathematical Society (AMS) a la primera promoció de l'any 2013.
Ha estat membre dels consells editorials de l'American Mathematical Society for Surveys and Monographs and Abstracts, Journal of Algebra, Korean Mathematical Coloquium, Nova Journal of Algebra and Geometry, Communications in Algebra and Algebras, Groups, and Geometries.
Benkart va ser activa a l’Associació per a Dones en Matemàtiques (AWM). Va ser escollida i va exercir com a presidenta de l'AWM del 2009 al 2011. El 2014, va ser seleccionada per donar la conferència AWM-AMS Noether amb una xerrada titulada Walking on Graphs the Representation Theory Way.
L'any 2014, al Congrés Internacional de Matemàtics celebrat a Seül, va donar la conferència ICM Emmy Noether («Connexió de la correspondència de McKay i la dualitat Schur-Weyl»).
El 2017, va ser seleccionada com a membre de l'Associació per a Dones en Matemàtiques, Primera classe.

## Selecció de publicacions
- amb Daniel Britten, Frank Lemire:  Stability in Modules for Classical Lie Algebras. 85. American Mathematical Society, 1990 (Memoirs of the American Mathematical Society).  Stability in Modules for Classical Lie Algebras. 85. American Mathematical Society, 1990 (Memoirs of the American Mathematical Society).  Stability in Modules for Classical Lie Algebras. 85. American Mathematical Society, 1990 (Memoirs of the American Mathematical Society).
- amb Bruce Allison, Yun Gao:  Lie algebras graded by the root systems BCr, r ≥ 2. 158. American Mathematical Society, 2002 (Memoirs of the American Mathematical Society).  Lie algebras graded by the root systems BCr, r ≥ 2. 158. American Mathematical Society, 2002 (Memoirs of the American Mathematical Society).  Lie algebras graded by the root systems BCr, r ≥ 2. 158. American Mathematical Society, 2002 (Memoirs of the American Mathematical Society).
- amb Thomas Gregory, Alexander Premet:  The recognition theorem for graded Lie algebras in prime characteristic. 197. American Mathematical Society, 2009 (Memoirs of the American Mathematical Society).  The recognition theorem for graded Lie algebras in prime characteristic. 197. American Mathematical Society, 2009 (Memoirs of the American Mathematical Society).  The recognition theorem for graded Lie algebras in prime characteristic. 197. American Mathematical Society, 2009 (Memoirs of the American Mathematical Society).